# Николаева, Любовь Алексеевна
Любовь Алексеевна Николаева (род. 9 октября 1947) — советский и российский учёный, физиолог растений, специалист по культуре тканей лекарственных растений, российский ботаник, доктор фармацевтических наук (1993), профессор фармакогнозии в Ленинградском химико-фармацевтическом институте (ныне Университете).

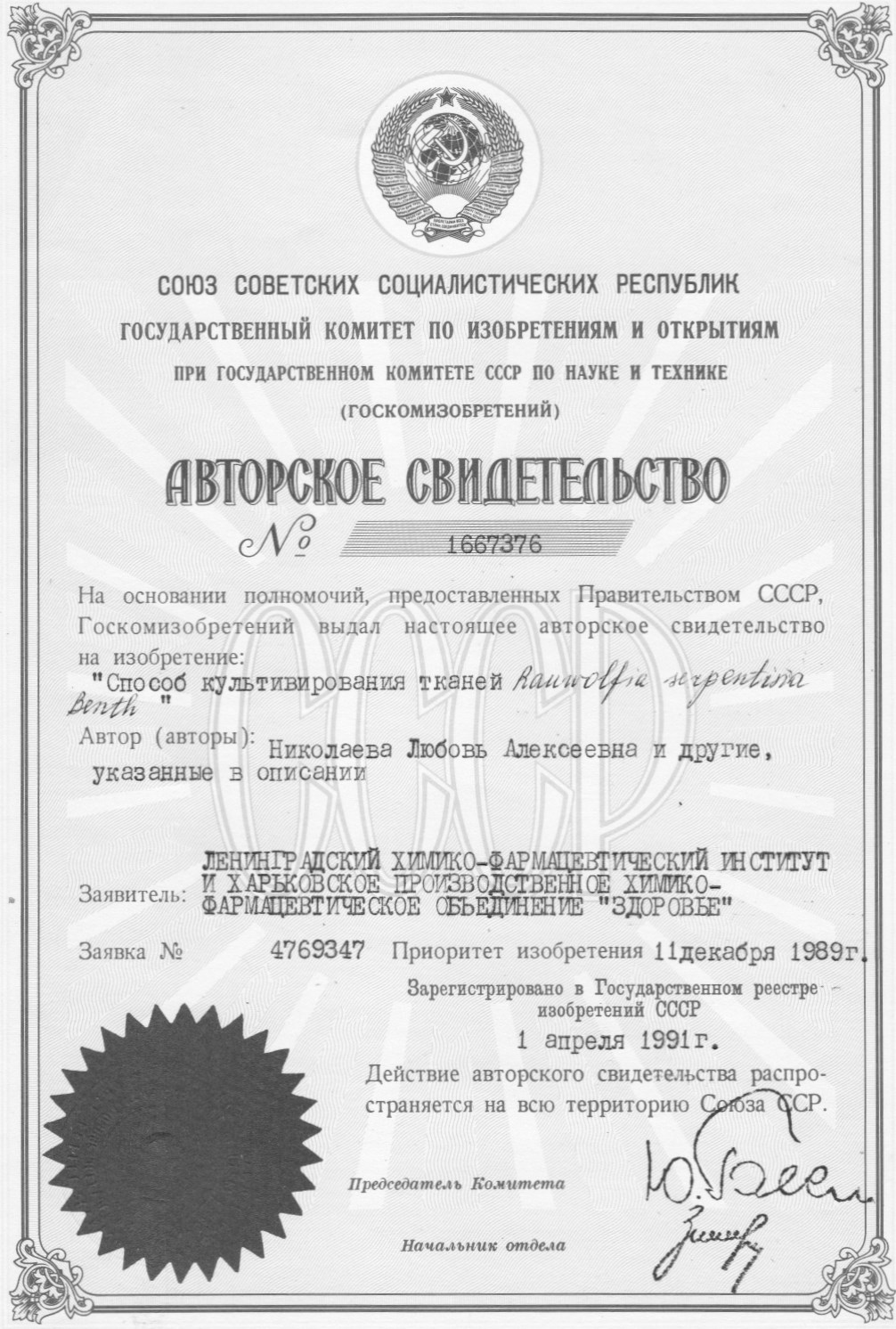
Авторское свидетельство — способ культивирование тканей Раувольфии змеиной

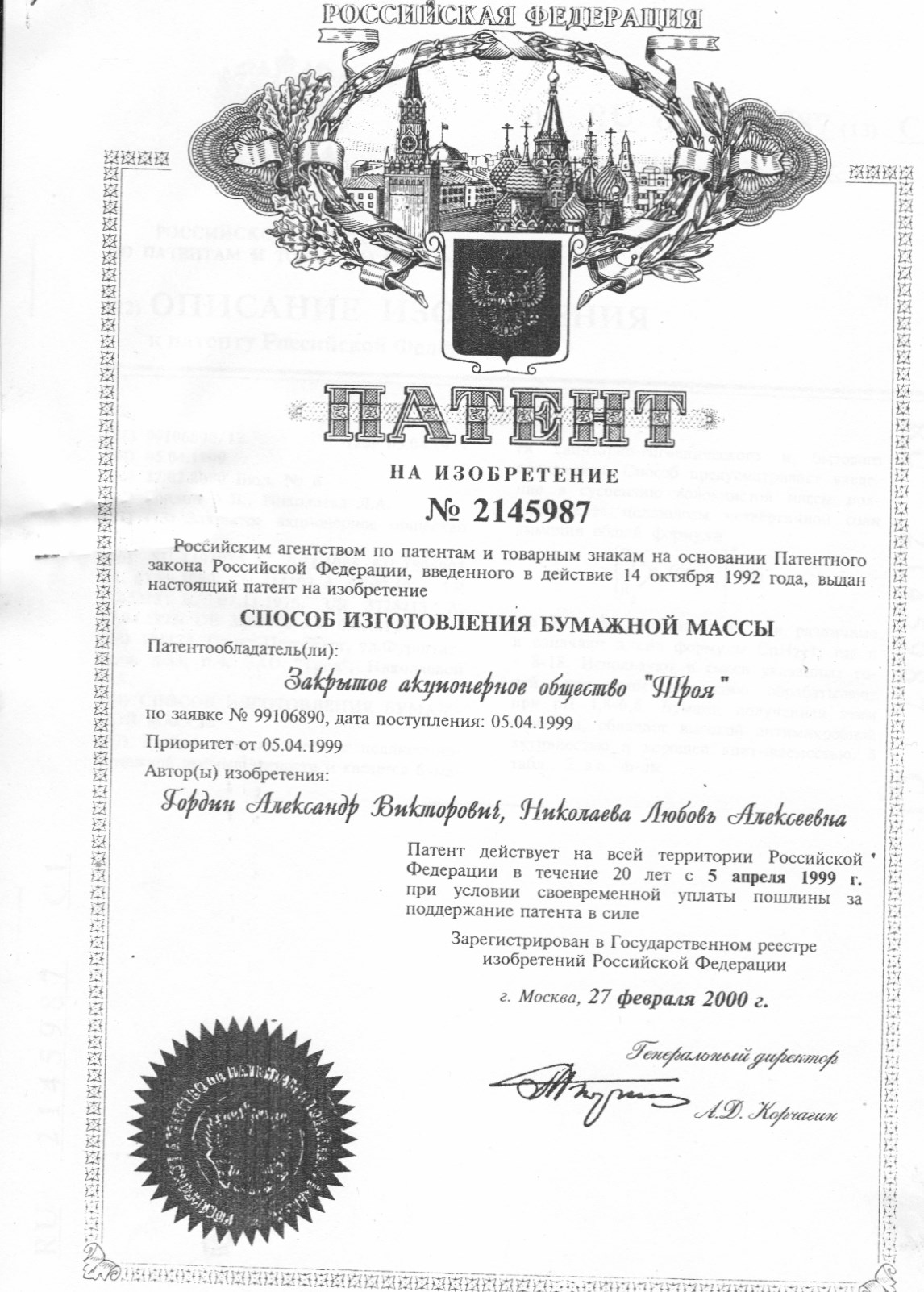
Патент на способы получения растительной бумажной основы

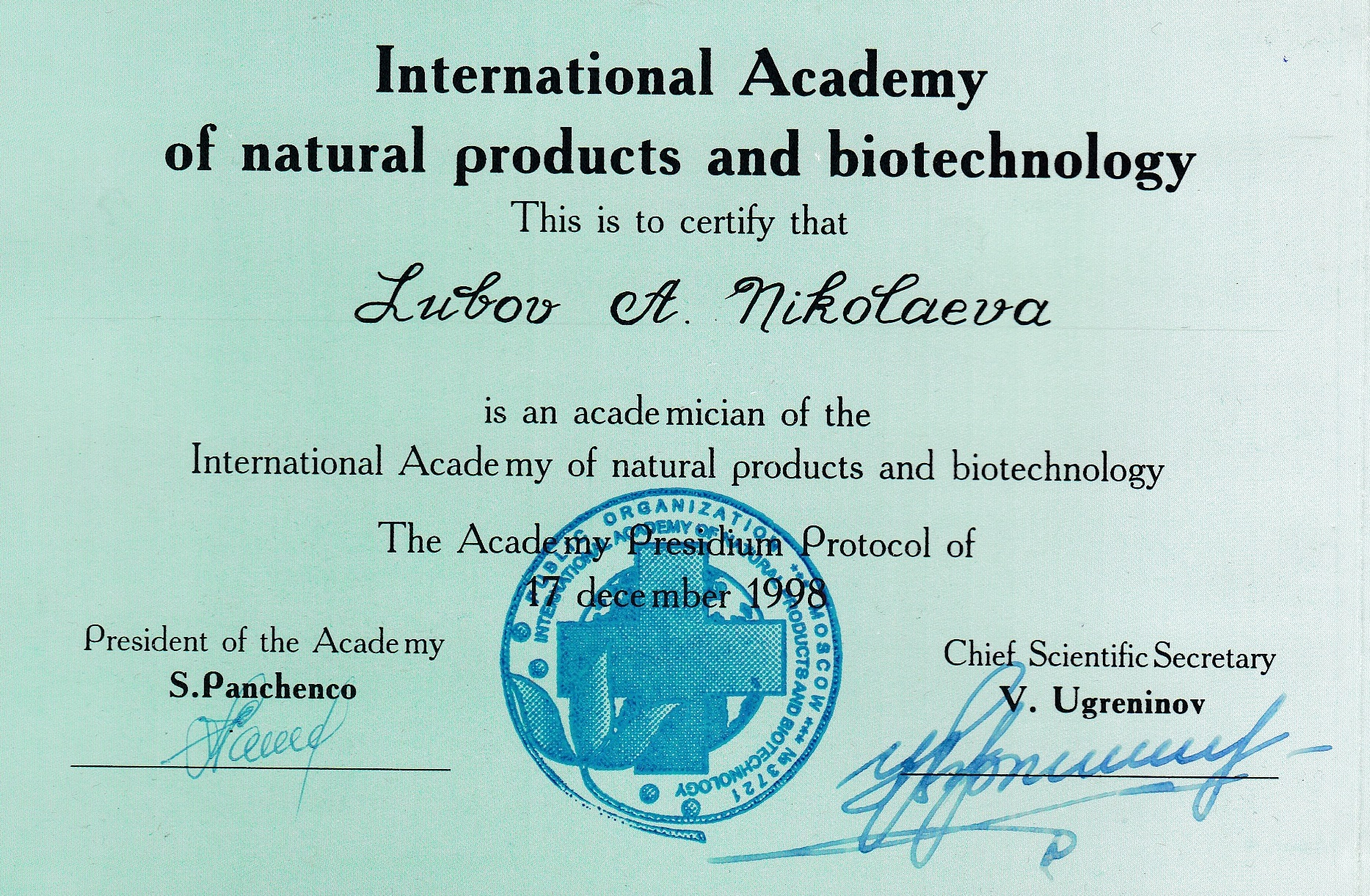
Диплом международной академии натуральных продуктов и биотехнологии

## Биография
Родилась 9 октября 1947 года в городе Борзя Забайкальского края; дочь советского офицера Алексея Игнатьевича Николаева (1924—2003), участвовавшего в составе 39-й армии Забайкальского фронта в боевых действиях при освобождении КНР от японских войск.
Получила фармацевтическое образование в Ульяновском фармацевтическом училище и в 1965 году начала работать в государственной аптеке.
В 1967—1971 годах закончила Ленинградский химико-фармацевтический институт. Там же осталась работать и прошла путь от ассистента до профессора. Доктор фармацевтических наук, с 1979 г. — профессор.
С 1979 по 2001 год была профессором фармации и фармакогнозии в Санкт-Петербургская государственная химико-фармацевтическая академия.
В 2003 году организовала предприятие по заготовке и переработке лекарственных растений «Растительные ресурсы» в котором работает руководителем и главным технологом.
Известна своими трудами по анатомии и физиологии растений и растительной химии, в особенности своими исследованиями по раувольфии змеиной (Rauvolfia serpentina) [syn.  Ophioxylon serpentinum].